# Provincia Konya
Provincia Konya este o provincie a Turciei cu o suprafață de  km², localizată în Anatolia.